# Araeognatha placida
Araeognatha placida är en fjärilsart som beskrevs av George Francis Hampson 1895. Araeognatha placida ingår i släktet Araeognatha och familjen nattflyn. Inga underarter finns listade i Catalogue of Life.